# Gregg Toland
Gregg Toland (født 29. maj 1904, død 28. september 1948) var en amerikansk filmfotograf, der er kendt for sin innovative brug af teknikker så som dybt fokus, som for eksempl kan findes i sit arbejde med Orson Welles' Citizen Kane, William Wylers De bedste år og John Fords Vredens druer og Den lange rejse hjem.